# سكوت بادجيت
سكوت بادجيت (بالإنجليزية: Scott Padgett)‏ مواليد 19 أبريل 1976 في لويفيل، هو لاعب كرة سلة أمريكي معتزل أصبح مدرباً بدأ مسيرته الاحترافية في سنة 1999. تم اختياره من قبل فريق يوتا جاز خلال الدرافت. يبلغ طوله 6 قدم 9 بوصة (2.1 م). حقق المركز الأول في الألعاب الجامعية الصيفية 1997. اعتزل اللعب في 2007.

## المسيرة الاحترافية
لعب مع يوتا جاز من سنة 1999 إلى 2003، ثم لعب مع هيوستن روكتس من سنة 2003 إلى 2005، ثم لعب مع بروكلين نتس في موسم 2005–2006، ثم لعب مع هيوستن روكتس في موسم 2006–2007، ثم لعب مع ميمفيس غريزليس في سنة 2007، ثم لعب مع نادي غرناطة لكرة السلة في سنة 2007.

## الميداليات
| الميدالية | المسابقة                      |
| --------- | ----------------------------- |
| ذهبية     | الألعاب الجامعية الصيفية 1997 |

## روابط خارجية
- سكوت بادجيت على موقع إن بي أي (الإنجليزية)
- سكوت بادجيت على موقع سبورتس رفرنس (الإنجليزية)
- سكوت بادجيت على موقع الدوري الإسباني لكرة السلة (الإسبانية)
- سكوت بادجيت على موقع كرة السلة الأوروبية.كوم (الإنجليزية)
- سكوت بادجيت على موقع كلية كرة السلة في سبورتس رفرنس.كوم (الإنجليزية)
- سكوت بادجيت على موقع ريلجم (الإنجليزية)
- سكوت بادجيت على موقع بروبوليرز (الإنجليزية)
- سكوت بادجيت على موقع كلية كرة السلة في سبورتس رفرنس.كوم (الإنجليزية)
- سكوت بادجيت على موقع سبورتس رفرنس (الإنجليزية)